# Сельское поселение «Семиозёрнинское»
Се́льское поселе́ние «Семиозёрнинское» — упразднённое муниципальное образование в Могочинском районе Забайкальского края Российской Федерации.
Административный центр — посёлок железнодорожной станции Семиозёрный.

## История
Статус и границы сельского поселения установлены Законом Читинской области от 19 мая 2004 года «Об установлении границ, наименований вновь образованных муниципальных образований и наделении их статусом сельского, городского поселения в Читинской области».
В июне 2023 года все муниципальные образования района объединены в один Могочинский муниципальный округ.

## Население
| 2010  | 2011  | 2012  | 2013  | 2014  | 2015  | 2016  |
| ----- | ----- | ----- | ----- | ----- | ----- | ----- |
| 1550  | ↗1553 | ↘1552 | ↘1527 | ↘1491 | ↘1474 | ↘1453 |
| 2017  | 2018  | 2019  | 2020  | 2021  |       |       |
| ↘1427 | ↘1399 | ↘1367 | ↘1359 | ↘1040 |       |       |

## Состав сельского поселения
| № | Населённый пункт | Тип населённого пункта                                  | Население |
| - | ---------------- | ------------------------------------------------------- | --------- |
| 1 | Аникино          | село                                                    | ↗6        |
| 2 | Семиозёрный      | посёлок железнодорожной станции, административный центр | ↘909      |
| 3 | Таптугары        | посёлок железнодорожной станции                         | ↘447      |
| 4 | Часовая          | село                                                    | ↗5        |